# 布利斯托夫
布利斯托夫（德語：Bliestorf）是德国石勒苏益格－荷尔斯泰因州的一个市镇。总面积10.35平方公里，总人口648人，其中男性305人，女性343人（2011年12月31日），人口密度63人/平方公里。